# 卡多瓦爾島
3°37′S 144°37′E / 3.617°S 144.617°E
卡多瓦爾島是巴布亞新畿內亞的火山島，位於太平洋海域，屬於斯考滕群島的一部分，由東塞皮克省負責管轄，長1.4公里、寬1.3公里，面積1平方公里，最高點海拔高度365米。
卡多瓦爾火山被認為是休火山，但於2018年1月5日中午12時左右突然爆發，由於擔心山體滑坡和海嘯，當局緊急撤離全島600多人。
1. ↑  .   [2018-01-08]. （原始内容存档于2018-08-18）.